# 卸屍宴
《卸屍宴》（： Seuseungui Eunhye，又名《我的老師》或《老師的恩典》）是一部2006年的韓國恐怖片，亦是導演林大雄的長片處女作。

## 劇情
馬警探正在調查朴女士家中發生的大規模謀殺案。五人被殺，兩人倖存：朴女士和她的看護米子。米子向馬警探講述了她的故事。
米子照顧她的前老師朴女士，並組織了一次與朴女士過去學生的班級同學會：世浩、銀英、達奉、善熙、明浩和正元。每個人因不同的原因對朴女士心懷怨恨：世浩和銀英因為朴女士貶低他們的貧窮；達奉因為朴女士懲罰他跑步輸掉接力賽而造成的骨折；善熙因為朴女士批評她曾經肥胖；明浩因為朴女士性虐待他。孤獨且沉默的正元曾因在課堂上大便而被嘲笑，並在母親被車撞後停止上學。儘管如此，他們都試圖在同學會上保持表面的愉快。
然而，隨著前同學們對自己的憤怒變得更加公開，緊張局勢加劇了。世浩在烤肉派對上喝醉後爆發，指責其他人欺騙自己。隨後，一個戴著兔子面具的人將他拖到地下室殺害。銀英在朴女士洗澡時試圖溺死她，但未遂，隨後也被兔子面具人物攻擊並殺害。達奉試圖攻擊朴女士，但被兔子面具人物抓住，並被昆蟲殺死。在謀殺過程中，閃回顯示學生們嘲笑朴女士變形的兒子，他戴著兔子面具來掩蓋他的臉。只有正元想與他做朋友，但朴女士錯認為他是霸凌者。善熙試圖將朴女士推下懸崖，但被米子打斷。在隨後的搏鬥中，善熙跌落懸崖而死。米子被明浩擊昏，明浩本來要將朴女士放火燒死，但被兔子面具人物殺害。該人物被揭示為正元。
馬警探調查正元的所謂公寓。他發現的只是他母親的腐爛屍體、女性服裝和有關朴女士前學生成功的文章，與米子的說法相反。事實揭示，朴女士的學生中並沒有名為“正元”的男學生；實際上，正元是米子的真名。她向警方捏造了故事：她曾經貧窮且肥胖，在做朴女士的懲罰時摔斷了腿，並在月經弄髒衣服時被嘲笑。她的母親急忙趕到學校與朴女士對峙時被車撞成殘疾，並在正元成年後去世。正元隨後以米子的身份成為朴女士的看護，直到她能在同學會上殺死她的同學。
正元開車帶朴女士去海灘，並在碼頭上跳下自殺，朴女士只能看著。影片結束時，朴女士的輪椅停在碼頭上，暗示她也自殺了。

## 演員表
- 吳美姬 飾 朴女士，老師
- 徐令姬 飾 米子／正元，前學生兼看護
- 李智賢 飾 善熙
- 李東奎 飾 明浩
- 俞雪兒 飾 銀英
- 朴孝俊 飾 達奉
- 呂賢洙 飾 世浩
- 張成源 飾 正元
- 金應洙 飾 馬警探
- 文佳煐

## 爭議
這部電影的預告片曾引起話題，但並不是從電影正片剪輯而來，而是專門為預告片製作，投入了20億韓元的製作費，並聘請了另一位導演來製作，當時引起了不少關注。然而，正式的預告片是從電影正片剪輯而成，預告片的氛圍與電影本身的氛圍有所不同，這讓觀看預告片後進電影院的觀眾感到失望。
電影重新引起關注是因為一些教師權益受侵害的事件，如首爾西二小學教師死亡事件、教育部官員濫用職權事件以及《黑暗荣耀》中的金鐘文形象等揭示了體罰問題的事件。
在這部電影的宣傳冊中，觀眾透過首映會和網站分享了自己在學生時期遭受教師羞辱、暴力、性騷擾和收受賄賂的經歷，劇中的朴女玉彷彿是這些故事的集合體。儘管如此，電影將教師描繪成殘酷、邪惡的校園暴力施虐者，並最終被成年的學生殘忍報復並自殺，所有角色都迎來悲慘的結局，這使得電影在教師群體，特別是中年教師中評價不高，與《女高怪談》一樣。
這部電影在上映前的宣傳也引起了不少話題。電影在首爾教育大學站的月台上進行了宣傳活動，當時在電影網站上收集的學校內遭遇不公的故事被張貼出來。電影上映時，首爾地鐵2號線的教育大學站也掛上了電影的海報，但因為海報內容過於驚悚，引發了民眾的抗議。這並不是因為教師準備生反對電影對教師的負面描繪，而是因為海報上像血書一樣的紅字讓普通市民感到不適，因此向相關機構投訴。類似的情況也曾發生在2002年上映的《咒怨》劇場版第一部，其海報因市民抗議而從地鐵撤下。
這部電影的英文標題是《My Teacher, Bloody Reunion, To Sir, With Love, Teacher's Mercy》，其中《To Sir, With Love》與1967年上映的電影《心中的太陽》原標題相同。那部電影由首位獲得奧斯卡最佳男主角的黑人演員西德尼·波蒂埃主演，講述一位黑人教師如何正確教育問題學生，與本片的情節完全相反。
飾演南美子虛構人物及男性角色柳正元的演員是歌手兼演員張娜拉的哥哥、朱浩成的兒子張成元。
在釜山的一所小學曾因為給孩子們播放這部電影而引起爭議。負責播放電影的老師解釋說，他不知道這是一部限制級電影，原本是想教孩子們《師恩》這首歌，結果找到了這部電影並播放了其中的一部分。據當時的情況來看，老師可能是在YouTube等平台搜索《師恩》時無意中找到了這部電影的介紹影片並播放了5分鐘的片段。

## 外部連結
- 互联网电影数据库（IMDb）上《Bloody Reunion》的资料（英文）
- AllMovie上《Bloody Reunion》的资料（英文）
- 《Bloody Reunion》在HanCinema的页面（英文）
- Review （页面存档备份，存于） at Koreanfilm.org